# Conducto parotídeo
El conducto parotídeo o conducto de Steno o conducto de Stensen (llamada así por el anatomista danés Nicolás Steno) es el principal conducto salival presente en la especie humana. Conecta la glándula parótida con la cavidad bucal. Es bilateral y se encuentra superficial con respecto al maxilar inferior. El conducto sale del borde anterior de la glándula parótida y va en dirección anterior hasta atravesar el músculo buccinador, entonces gira medialmente para entrar a la cavidad bucal, lo hace por un pequeño agujero frente al segundo molar superior.
Es un conducto de paredes gruesas, blanquecino y ligeramente aplanado, que mide aproximadamente 4cm de longitud y 3mm de diámetro.

## Patologías
El conducto parotídeo en determinadas condiciones puede bloquearse por un cálculo de la glándula salival (sialolitiasis), lo que provoca acumulación de saliva en la parte proximal del conducto, anterior al cálculo, y en la glándula parótida. Esto genera dolor que se torna más intenso al alimentarse.